# Heike Singer
Heike Singer (Rodewisch, Saxónia, 14 de julho de 1964) é uma ex-velocista alemã na modalidade de canoagem.

## Carreira
Foi vencedora da medalha de Ouro em K-4 500 m em Seul 1988, junto com as colegas de equipa Birgit Fischer, Anke Nothnagel e Ramona Portwich.